# ادکوپا
ادکوپا (به انگلیسی: Addekoppa) در هند است که در کارناتاکا واقع شده‌است.